# Dluhonice
Dluhonice (německy Dluhonitz) jsou vesnice, část statutárního města Přerova. Nacházejí se asi tři kilometry západně od Přerova. Přerov V-Dluhonice leží v katastrálním území Dluhonice o rozloze 4,35 km².

## Název
Na vesnici bylo přeneseno původní pojmenování jejích obyvatel Dlúhonici, jehož základem bylo osobní jméno Dlúhoň a které znamenalo "Dlúhoňovi lidé".

## Historie
Dne 26. března 1993 se v Dluhonicích konalo místní referendum o odtržení od Přerova. Z 266 zapsaných oprávněných občanů hlasovalo 227, z toho 152 pro oddělení a 71 proti oddělení, čtyři hlasy byly neplatné. Výsledek referenda byl kladný, oddělení však nepovolilo ministerstvo vnitra z důvodu přerušení souvislého území obce Přerov. V roce 2016 předseda komise místní části Pavel Ježík tehdejší referendum interpretoval tak, že rozhodlo o odtržení od Přerova, ale ministr vnitra jej zamítl a tím porušil ústavní práva obyvatel.
Kvůli výstavbě dálnice D1, plánované už od 90. let, zde stát vyvlastňuje některé domy. Místní aktivisté se neúspěšně snažili prosadit přeložení plánované trasy o 150 metrů dále.

## Doprava
Jižně od vesnice se nachází výhybna Dluhonice, ležící na železniční trati Česká Třebová – Přerov.

## Pamětihodnosti
- Pomník bojiště z roku 1866
- Usedlost čp. 15

## Osobnosti
- Jan Vít (1897–1943), důstojník československé armády popravený nacisty